# 舍讷费尔德车站
舍訥費爾德（近柏林）車站（德語：Bahnhof Schönefeld (bei Berlin)），2020年10月前稱為柏林-舍訥費爾德機場火車站（Bahnhof Berlin-Schönefeld Flughafen），是一座位于德国勃兰登堡州舍讷费尔德的火车站，主要服务于车站附近的柏林-舍讷费尔德机场（現時已改建成柏林勃兰登堡机场），是柏林城铁S9和S45线的起点站，同时也服务于德国铁路的区域列车。

## 历史

### 机场火车站

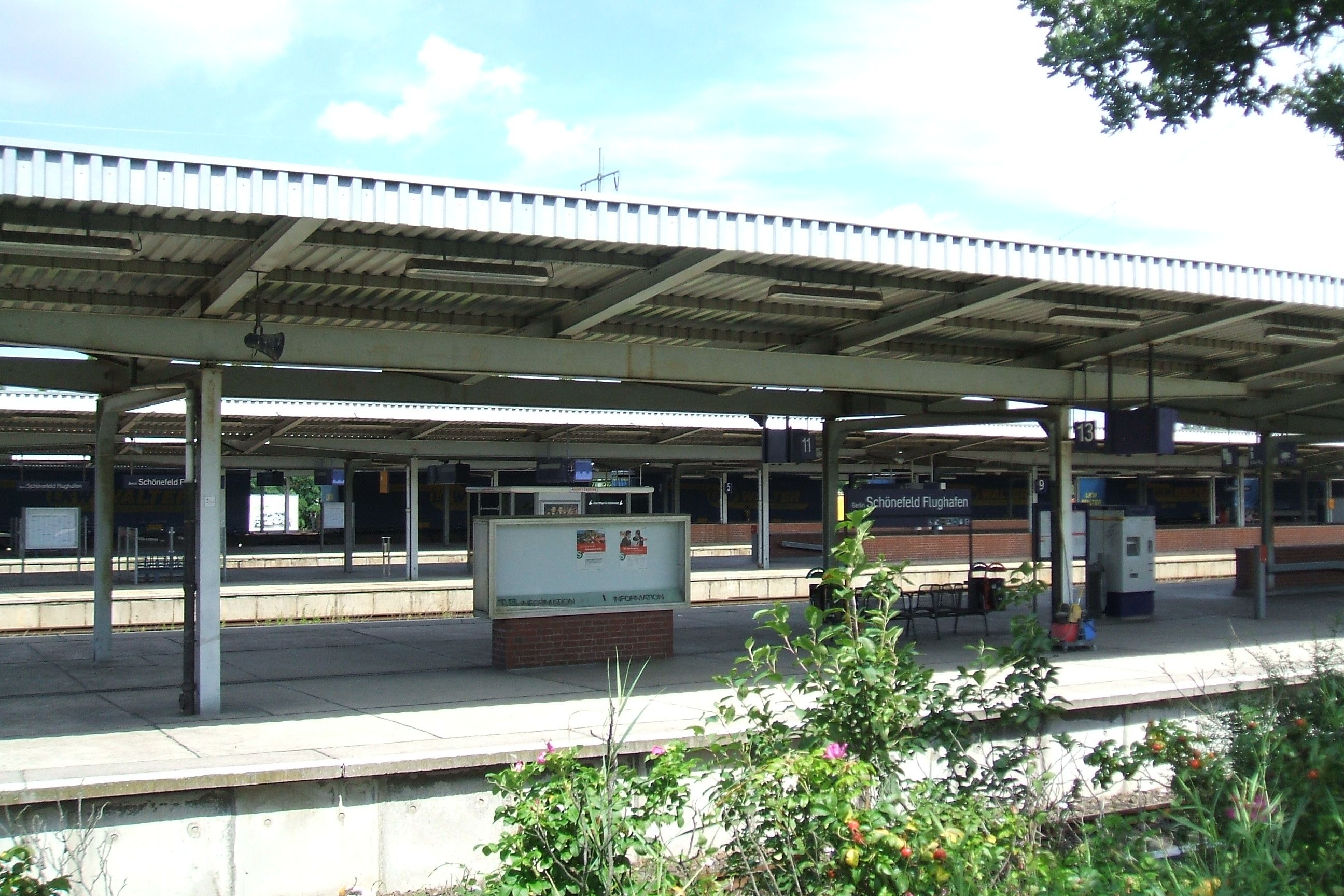
车站站台

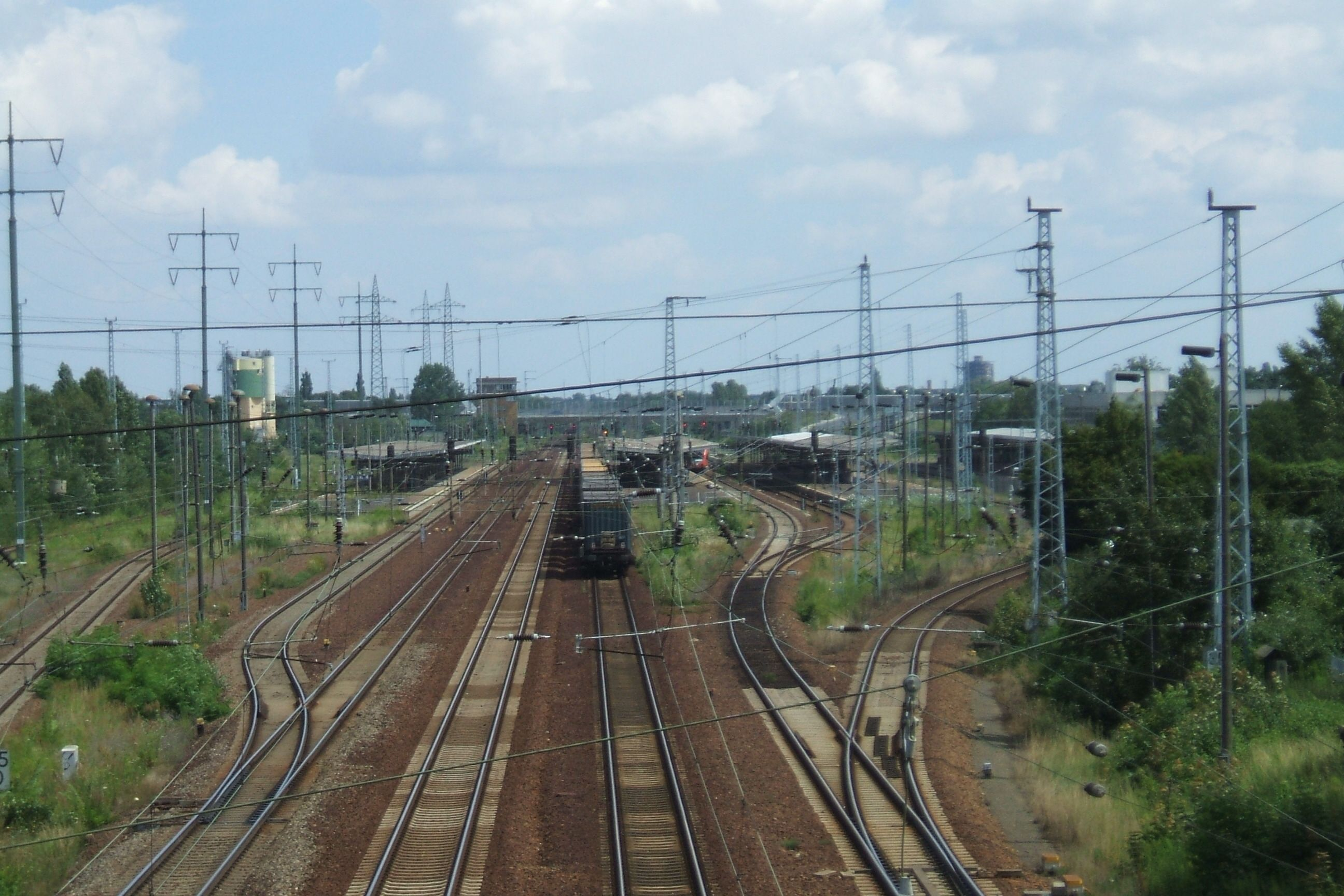
从西侧天桥拍摄的车站轨道

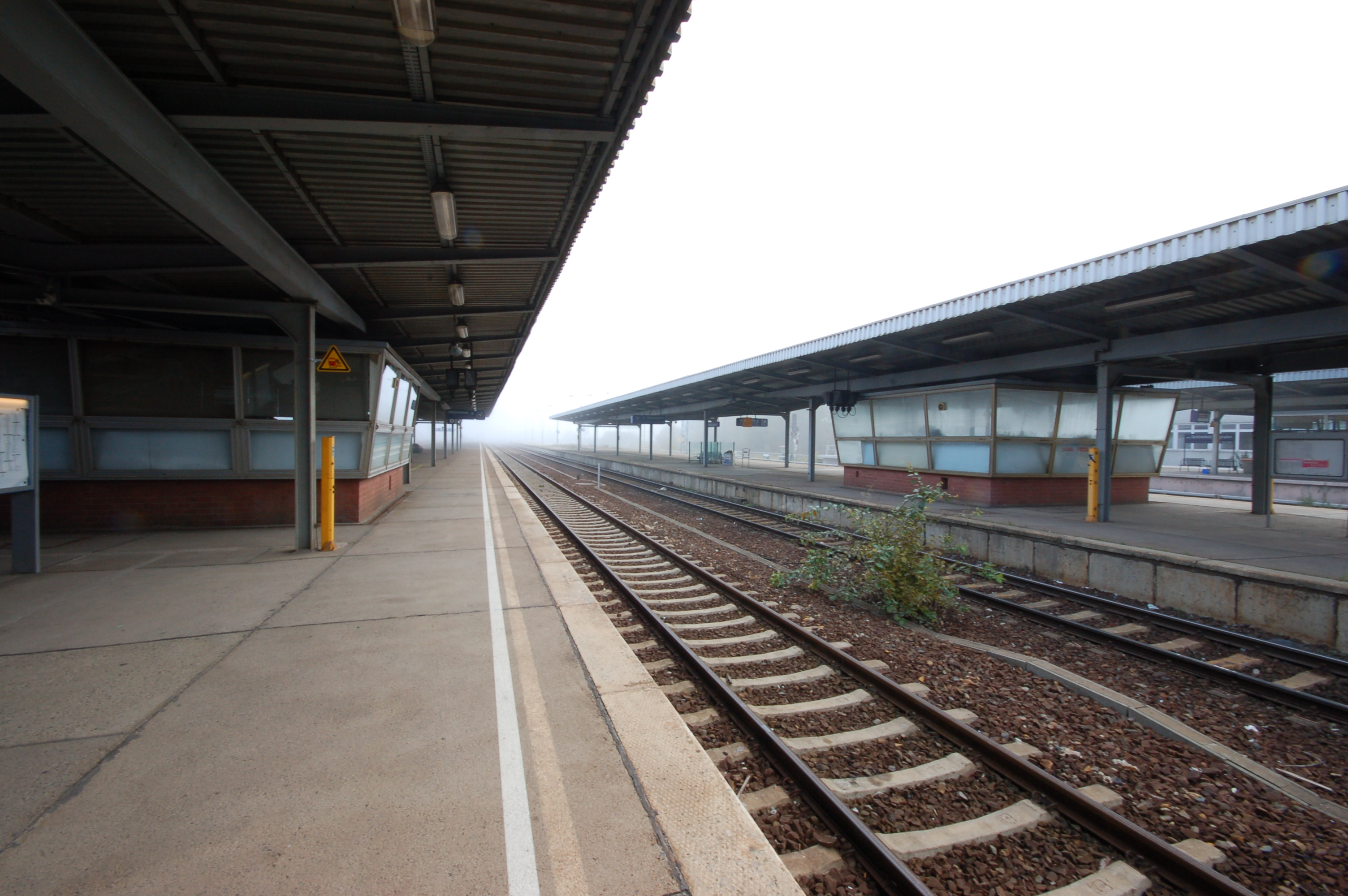
2010年的站台

1951年7月10日，连接此地的柏林外环铁路经过150天的建设后，柏林-舍讷费尔德机场火车站正式开通运营。起初，此车站只服务于机场的旅客，1952年起，也同时用于东德对于西柏林公民的边境检查。
1962年2月26日一条城铁线路被引入了该站，舍讷费尔德机场火车站被连入了柏林快铁网络中。同年，机场两次更名，首先于3月25日更名为“舍讷费尔德中央机场”（Zentralflughafen Schönefeld），随后又更名为“柏林－舍讷费尔德中央机场”（Zentralflughafen Berlin-Schönefeld），由于机场没有按照最初的设想发展，1976年7月1日，机场第三次被更名为“柏林－舍讷费尔德机场”（Flughafen Berlin-Schönefeld），火车站随着机场进行了3次更名。
车站在150天的时间内建成，后来候机楼和售票处的建造使车站建筑只能是一个临时建筑。因此1978年的夏天人们对车站进行了一次彻底的改造，一座新的行人隧道取代了原有的天桥，站台进行了加宽和加固。后来城铁站台又进行了改造，并于1984年12月14日完成。
1989年两德统一以来车站的地位逐渐下降。2006年5月28日穿越柏林市区的南北地下铁道修建完成之前，所有前往德累斯顿／莱比锡方向的列车都会通过该站，而建成之后，大部分的列车将不再通过该站而被引入新建成的柏林中央车站。
2020年10月25日，此站隨著勃蘭登堡機場的啟用而更名為「柏林機場-5号客運大樓車站」。
在2023年4月，布兰登堡州文物保护局宣布，车站及其接待大楼、12米宽的地下人行通道以及站台上的候车亭已被列为受保护的文物。据文物保护局表示，该车站被视为铁路历史、德意志民主共和国（DDR）历史以及德国分裂的重要见证。
由於勃蘭登堡機場的5號航廈（即原舍訥費爾德機場的航廈）已於2021年永久關閉，此站將於2023年12月再度改名為「舍訥費爾德（近柏林）車站」（Schönefeld (bei Berlin)）。

### 老舍讷费尔德火车站
1938年5月中旬柏林内环铁路由于二战的原因被快速的建成。内环铁路舍讷费尔德站是两条铁路的交汇站，由于柏林封锁其中的一条铁路在1948年10月25日在柏林的城市边界被中断。1949年1月3日，一条新的连接线被建成。当时的「舍讷费尔德站」东侧还有一座「舍讷费尔德米特」站。

## 线路
在2006年7月柏林中央车站启用之前，由哈雷／莱比锡和德累斯顿开来的列车在进入柏林外环铁路之前，会首先经过舍讷费尔德机场火车站，然后驶入柏林市区。铁路的改线使大部分长距离列车不在通过该站。
目前由本站每小时驶出一辆R7或R14线的列车，前往瓦尔斯塔特，森夫滕贝格，柏林，瑙恩和德绍等方向。另有每20分钟出发一辆城铁列车沿S9或S45线驶往柏林市区方向。唯一的一趟由布拉格开往阿姆斯特丹的长距离火车于夜间停靠该站。
预计柏林勃兰登堡国际机场落成后，所有的城铁线路将被引入新的地下机场火车站，所有的区域和长距离火车都将不在新的车站停靠，而柏林－舍讷费尔德机场火车站也将不复存在。

## 延伸阅读
- （德文）Jürgen Meyer-Kronthaler, Wolfgang Kramer: Berlins S-Bahnhöfe. Ein dreiviertel Jahrhundert. Berlin-Brandenburg 1999. ISBN 3-930863-60-X
- （德文）Bernd Kuhlmann: Eisenbahn-Größenwahn in Berlin. Die Planungen 1933 bis 1945 und deren Realisierung. GVE, Berlin 1996. ISBN 3-89218-035-0